# Togeciphus katoi
Togeciphus katoi är en tvåvingeart som först beskrevs av Nishijima 1954.  Togeciphus katoi ingår i släktet Togeciphus och familjen fritflugor. Inga underarter finns listade i Catalogue of Life.